# What Should Not Be Unearthed
| Оценки критиков    | Оценки критиков |
| Источник           | Оценка          |
| ------------------ | --------------- |
| Blabbermouth       | [ 1 ]           |
| Metal Injection    | [ 2 ]           |
| Metal Storm        | [ 3 ]           |
| New Noise Magazine | [ 4 ]           |

What Should Not Be Unearthed (с англ. — «То, что нельзя вскапывать») — восьмой студийный альбом американской группы Nile, который вышел 28 августа 2015 года. Это последний альбом, где принимал участие гитарист и вокалист группы Даллас Толер-Уэйд. Альбом получил хорошие отзывы обычных слушателей и критиков во всем мире.

## Творческий процесс и производство альбома
Комментируя альбом «What Should Not Be Unearthed», Карл Сандерс сказал, что работая над новым альбомом, группа преследовала главную цель — эпическую брутальность. Примерно как на альбоме «Annihilation of the Wicked» Данный альбом достаточно тяжелый, полон музыкальности и должен понравиться слушателям, отмечает Карл.
На этот раз я хотел сделать запись для поклонников, — комментирует Сандерс. — В определённом смысле „Sethu“ был нашим ответом на все возрастающее количество технических и прогрессивных элементов, и использовал суперчистые тона, чтобы сосредоточиться на музыкальности. Это было наше собственное заявление, поэтому альбом не всем приносил удовольствие во время прослушивания. Когда ты делаешь что-то подобное, слушатели как бы выкидываются из уравнения, а я не думаю, что мы должны так поступать с нашими фанатами. Они заслуживают лучшего. Тем не менее, „Sethu“ был важной ступенькой на пути к текущему моменту».
Производство над альбомом велось в личной студии Карла Сандерса, в Serpent Headed Studios. Все инструменты были записанны там, кроме барабанов, которые записал Боб Мур в Soundlab в Колумбии. Боб Мур уже работал ранее с Nile и был продюсером первых двух студийных альбомов Nile. После того, как все инструменты были записаны, Нил Кернон в Чикаго сделал финальный микс «What Should Not Be Unearthed».

Оформление для альбома сделал польский дизайнер Михал «Xaay» Лоранк, который известен своей работой с группами Behemoth, Evocation, Kamelot. Описывая художественное оформление, Михал сказал:
Я раскопал теорию существования старшей древней цивилизации, которая могла дать начало Древнему Египту. Вот почему вы можете найти новый ингредиент в изображениях группы, указывающий на какой-то неясный, размытый и покрытый пылью времен интеллект. Этот след мрачного наследия прослеживается во внешней структуре за пределами блока, и это только набросок того, что нам может встретится. Опытный глаз может заметить иероглифы, взятые из „Книги Мертвых“, или символ Семи островов Аментет, изображающий древний подземный мир, а также описания периодов правления старших королей-богов, последний из которых заканчивается около 9850 г. до н. э. (сходство с Атлантидой?). Но самое главное — это изображение крылатого скарабея ровно по центру. Мы все знаем, что это самый распространенный египетский артефакт, дарующий защиту… это довольно ясное сообщение… Надеюсь, обложка станет ещё одним прекрасным элементом в коллекции татуировок по мотивам NILE».
Как и на прежних альбомах, центральная тема песен Древний Египет.

## Список песен
Все тексты написаны Карлом Сандерсом.
| №                   | Название                                | Музыка                            | Длительность |
| ------------------- | --------------------------------------- | --------------------------------- | ------------ |
| 1.                  | «Call to Destruction»                   | Sanders George Kollias            | 5:45         |
| 2.                  | «Negating the Abominable Coils of Apep» | Sanders Kollias                   | 4:14         |
| 3.                  | «Liber Stellae Rubeae»                  | Sanders Dallas Toler-Wade Kollias | 3:48         |
| 4.                  | «In the Name of Amun»                   | Sanders Kollias                   | 6:49         |
| 5.                  | «What Should Not Be Unearthed»          | Sanders Kollias                   | 6:58         |
| 6.                  | «Evil to Cast Out Evil»                 | Sanders Toler-Wade Kollias        | 5:37         |
| 7.                  | «Age of Famine»                         | Sanders Kollias                   | 4:11         |
| 8.                  | «Ushabti Reanimator» (Instrumental)     | Sanders                           | 1:30         |
| 9.                  | «Rape of the Black Earth»               | Sanders Toler-Wade Kollias        | 4:35         |
| 10.                 | «To Walk Forth from Flames Unscathed»   | Sanders Kollias                   | 6:36         |
| Общая длительность: | Общая длительность:                     | Общая длительность:               | 50:03        |

## Участники записи
Nile
- Карл Сандерс − гитара, вокал, бас, клавишные, саз
- Даллас Толер-Уэйд − гитара, вокал, бас
- Джордж Коллиас − барабаны

Приглашенные участники
- Пит Хаммура − перкуссия, вокал
- Майк Бризил — вокал
- Брэд Пэррис — вокал

Запись, продюсирование, оформление альбома
- Нейл Кернон − продюсер
- Боб Мур — запись барабанов
- Алан Душ — мастеринг
- Михал «Xaay» Лоранк — оформление альбома

## Чарты
| Чарты(2015)                            | Высшаяпозиция |
| -------------------------------------- | ------------- |
| Австралия (ARIA)                       | 94            |
| Бельгия/Фландрия (Ultratop)            | 107           |
| Бельгия/Валлония (Ultratop)            | 129           |
| Нидерланды (Album Top 100)             | 59            |
| Финляндия (Suomen virallinen lista)    | 24            |
| Франция (SNEP)                         | 132           |
| Венгрия (MAHASZ)                       | 35            |
| США (Billboard Top Heatseekers Albums) | 2             |